# 岩佐哲也
岩佐 哲也（いわさ てつや、1965年〈昭和40年〉9月25日 - ）は、日本の総務官僚。

## 来歴
長崎県長崎市出身。青雲高等学校を経て、1990年（平成2年）、東京大学工学部を卒業。同年4月、総務庁に入庁。
入庁後、人事行政、統計、青少年対策、男女共同参画、規制改革、電子政府などの行政分野に携わり、統計局統計調査部経済統計課長、同局統計調査部経済基本構造統計課長、同局統計調査部国勢統計課長、総務省大臣官房総務課参事官、統計局総務課長、同局統計作成支援課長、同局事業所情報管理課長などを歴任。2011年（平成23年）から4年間に渡って国勢調査を担当。当時スマートフォンの普及やオートロックマンションの増加を受け、オンライン調査を導入することとなり、岩佐は導入に向けた関係各所への説明などに対応した。
2019年（令和元年）7月5日、総務省大臣官房審議官（統計局、統計基準、統計情報戦略推進担当）兼統計改革実行推進室長に就任。
2021年（令和3年）7月1日、統計局統計調査部長に就任。
2023年（令和5年）7月7日、統計局長に就任。
2025年（令和7年）7月1日、統計局統計高度利用特別研究官に就任。

## 年譜
- 1990年（平成2年）
  - 東京大学工学部卒業[3]
  - 4月 - 総務庁入庁[6]
- 1991年（平成3年）4月 - 総務庁人事局企画調整課
- 1993年（平成5年）4月 - 総務庁統計局統計情報課
- 1995年（平成7年）4月 - 総理府官房総務課
- 1997年（平成9年）6月 - 総務庁青少年対策本部参事官補佐
- 1999年（平成11年）12月 - 総務庁青少年対策本部企画調整課（総括）
- 2001年（平成13年）1月 - 内閣府男女共同参画局課長補佐（総括）
- 2002年（平成14年）7月 - 総務省行政管理局行政情報システム企画課課長補佐
- 2005年（平成17年）8月 - 内閣府規制改革・民間開放推進室企画官
- 2007年（平成19年）7月 - 総務省大臣官房企画課企画官
- 2009年（平成21年）
  - 1月 - 総務省統計局統計調査部経済統計課長[6]
  - 4月 - 総務省統計局統計調査部経済基本構造統計課長[6]
- 2012年（平成24年）4月 - 総務省統計局統計調査部国勢統計課長[6]
- 2016年（平成28年）6月 - 総務省大臣官房総務課参事官[6]
- 2017年（平成29年）4月 - 総務省統計局総務課長兼統計作成支援課長[7][8]
- 2019年（平成31年／令和元年）
  - 4月 - 総務省統計局事業所情報管理課長[9][10]
  - 7月 - 総務省大臣官房審議官（統計局、統計基準、統計情報戦略推進担当）兼統計改革実行推進室長[11][12]
- 2021年（令和3年）7月 - 総務省統計局統計調査部長[13][14]
- 2023年（令和5年）7月 - 総務省統計局長[3][5]
- 2025年（令和7年）7月 - 統計局統計高度利用特別研究官[4]